# 갈남항
갈남항은 강원특별자치도 삼척시 원덕읍 갈남리에 있는 어항이다. 어촌정주어항으로 지정, 관리되고 있다. 시설관리자는 삼척시장이다.

## 어항구역
갈남항의 어항구역은 다음과 같다.
- 수역: 방파제시점 북서방향 20m기점(X=422,402, Y=206,055)에서 북동 40°방향으로 150m(X=413,368, Y=208,194), 이점에서 남동 82°방향으로 230m(X=422,497, Y=206,380), 이점에서 남동 5°방향으로 140m(X=422,353, Y=206,393) 그은 선이 해안선과 맞닿는 선내의 공유수면 (56,000m2)[1]

## 개발계획
2005년 12월 28일 고시된 어항개발계획은 다음과 같다.
- 방파제 212m, 방사제 105m, 물양장 74m, 호안 109m, 해안도로 120m